# Reina Serenity
La Reina Serenity (クイーン・セレニティ Kuin Sereniti?) es un personaje de la serie de anime y manga Sailor Moon. Según se cuenta en flashbacks, fue la gobernante de un olvidado reino perdido conocido como el primer Milenio de Plata, el antiguo Reino de la Luna, el cual existió en épocas remotas. La reina, que contaba con la lealtad de todas las Sailor Senshi del Sistema Solar, tenía una única hija y heredera al trono, la princesa Serenity; quien ha sido reencarnada en el siglo XX como Usagi Tsukino, la protagonista de la obra. Más adelante, como consecuencia de haber recordado a su antigua madre (la anterior reina) en esa existencia previa, esta última finalmente adopta en su honor el nombre de "Neo-Reina Serenity" en su segunda vida; tras llegar a la adultez.
El nombre de ambos personajes deriva de la diosa lunar de la mitología griega, Selene, quien se enamoró de un hombre mortal. En la primera temporada de la obra, la figura mítica de la leyenda original aparece encarnada en dos personajes: la "Reina Serenity" (la diosa) y su hija, la "Princesa Serenity" (quien se enamora de un hombre terrestre). La historia del pasado de la "princesa Serenity" y su amado, el "Príncipe Endymion", asimismo, está particularmente inspirada en el mito del romance entre Selene y Endimión.

## Perfil
La Reina Serenity fue la madre de la princesa Serenity en el pasado del primer Milenio de Plata, el antiguo Reino de la Luna. En esos tiempos, ella era quien custodiaba el valioso Cristal de Plata, utilizando su poder para alejar a las fuerzas del mal. Se la caracteriza como bondadosa, valiente y muy parecida a su hija físicamente; además de como una justa gobernante que fue amada por sus súbditos. Cuando el Reino Oscuro atacó el Milenio de Plata, causando la muerte de su única hija (junto con la de sus guardianas, las Sailor Senshi), la Reina Serenity usó el poder del Cristal de Plata para detener a los enemigos. Después, según se cuenta en algunos libros de arte así como en un flashback de la primera versión animada, hizo que los habitantes de la luna renacieran en la Tierra y obtuvieran nuevas vidas; falleciendo ella luego de utilizar todo su poder.
En la primera temporada de la serie, las Sailor Senshi del siglo XX vuelven a encontrarse con la fallecida reina, quien se aparece ante ellas como un espíritu o una imagen holográfica, para revelarles la verdad de sus vidas pasadas así como su verdadero origen. En Sailor Moon R, el personaje vuelve una vez más, para su última aparición en la primera serie animada. En una breve reunión con su hija (quien ahora es Sailor Moon) le hace entrega del Cristal de Plata, junto con un nuevo broche mágico para transformarse y el Báculo Lunar como arma para pelear.
En el manga original y en Sailor Moon Crystal, sin embargo, la reina Serenity vuelve a aparecer en numerosas ocasiones, en flashbacks y al ser recordada por algunos personajes. En la segunda temporada, por ejemplo, Sailor Pluto recuerda que fue la antigua Reina Serenity quien le advirtió por primera vez sobre los tabúes de su piedra granate. En la tercera temporada, la reina aparece también en los recuerdos de Sailor Uranus y Neptune. En la cuarta temporada así como en la segunda parte de la película de Bishōjo Senshi Sailor Moon Eternal, Nehelenia recuerda a la antigua reina Serenity al narrar su pasado enfrentamiento con ella. Sailor Moon entonces recuerda una conversación que tuvo con ésta una vez, en su vida anterior (cuando ella, Sailor Moon, era su hija, la princesa), en la cual la reina Serenity la alentaba a ser valiente para enfrentar a la oscuridad y poder cumplir con su misión. Finalmente, en el último capítulo de la serie, incluso la propia Guardiana Cosmos menciona haber visto alguna vez a esta antigua soberana, en el interior del Caldero Primordial (cuando ésta llevó personalmente hasta allí la semilla estelar de la princesa Serenity, para que la princesa pudiera renacer como Usagi); si bien las implicancias de dicha revelación (así como la suerte final de la reina Serenity) permanecen en su mayor parte como un misterio. 
En una entrevista publicada en el artbook oficial de la segunda película del anime de los años 90, la autora Naoko Takeuchi explicó que el "misterioso haz de luz" que había derrotado a la villana Kaguya por primera vez, hace 4500 millones de años, había sido emitido por una "antepasada" de la Reina Serenity.

### Pretty Guardian Sailor Moon
En Pretty Guardian Sailor Moon (la serie de acción real), por su parte, la única aparición de la Reina Serenity ocurre en un episodio "especial" (Special Act). Ella aparece por primera vez en repuesta a un llamado de la gata Luna, quien le expresa su preocupación de que la relación de Usagi Tsukino y Mamoru Chiba parece estar desmoronándose. La reina le asegura entonces que las cosas se arreglarán por sí mismas en su debido momento, pero le advierte además sobre una oscura "presencia" que está tratando de despertar. Más tarde, vuelve a aparecer en el momento en que Luna y Makoto se preguntan cómo lidiar con la creciente amenaza de la reina Beryl. La reina les envía entonces la espada legendaria (a la cual ella misma denomina "el Espíritu de las Sailor Senshi") con el fin de que las Sailor Senshi del Sistema Solar Interno puedan recuperar sus poderes. En esta adaptación, al igual que la Princesa Serenity, la Reina Serenity no lleva aquí el peinado de doble bollo ("odango") que tiene en las otras versiones, y su vestido es diferente al usado por sus contrapartes de los anime y del manga. A diferencia de éstas, también lleva una corona. Por otra parte, en esta versión la reina sólo se refería a su hija como "la princesa" y nunca como "Serenity".